# Kastanjettlärka
Kastanjettlärka (Corypha fasciolata) är en fågel i familjen lärkor inom ordningen tättingar.

## Utseende och läte
Kastanjettlärkan är en medelstor och satt lärka med liten näbb. Fjädrarna är bandade på huvud och ovansida, vilket ger den ett fjälligt utseende. Fjäderdräkten varierar geografiskt, från mer bjärt färgad och roströd i Sydafrika till mattare och gråare i norr. Liknande klapplärkan är mindre, med mindre rostrött i fjäderdräkten och med ett annorlunda spel.

## Utbredning och systematik
Kastanjettlärka delas upp i fem underarter med följande utbredning:
- Corypha fasciolata reynoldsi – förekommer i sydöstra Zambia, norra Namibia och norra Botswana
- Corypha fasciolata jappi – förekommer i västra Zambia
- Corypha fasciolata nata – förekommer i nordöstra Botswana
- Corypha fasciolata deserti (syn. damarensis) – förekommer från östra och centrala Namibia till västra, östra och centrala Botswana
- Corypha fasciolata fasciolata – förekommer i centrala och östra Sydafrika

Tidigare betraktades den som en underart till klapplärka (C. apiata).

### Släktestillhörighet
Fågeln placerades tidigare i släktet Mirafra, men genetiska studier från 2023 visar att det släktet kan delas upp i fyra klader som är förhållandevis gamla, äldre än flera andra släkten i familjen. Författarna rekommenderar därför att Mirafra delas upp i flera släkten, där kastanjettlärka med släktingar lyfts ut till Corypha. Denna linje följs här.

## Levnadssätt
Kastanjettlärkan hittas i gräsmarker, ofta i klippiga områden. Den uppträder i par, födosökande efter insekter. Under häckningstiden mellan september och maj kan hanen ses sitta på ett mindre klippblock eller i en lågbuske, varifrån den lyfter tre till fem meter upp i luften under stadigt vingklappande. Samtidigt avges en enkel visslande ton, varefter fågeln faller ner till marken på lyfta vingar. Klapplärkans vingklapp är istället accelererande.

## Status och hot
Arten har ett stort utbredningsområde, men tros minska i antal, dock inte tillräckligt kraftigt för att den ska betraktas som hotad. Internationella naturvårdsunionen IUCN listar arten som livskraftig (LC).